# Farcád
Farcád (románul Forțeni) falu Romániában Hargita megyében. Közigazgatásilag Felsőboldogfalvához tartozik.

## Fekvése
Székelyudvarhelytől 5 km-re nyugatra a Gát-, a Mocsár- és a Bolygókút-patakok alkotta völgyteknőben fekszik.

## Története
Valószínűleg a 12. század elején keletkezett, Alszeg és Felszeg részekből állt, egykor járásszékhely is volt. Református temploma 1450 körül épült késő gótikus stílusban, kazettás mennyezete 1629-ből való. Tornya a 16. században épült, 1756-ban és 1798-ban földrengés rongálta meg, 1826-ban lebontották. Mai tornya 1828-ban épült. 1910-ben 521 magyar lakosa volt. 1916-ban a falu leégett.
A trianoni békeszerződésig Udvarhely vármegye Udvarhelyi járásához tartozott. 1992-ben 408 lakosából 407 magyar és 1 román volt.

## Híres emberek
- Itt született Farcádi Kovács Mihály (1761–1820) református lelkész, pedagógus, tankönyvíró.
- Itt született Vajda Ferenc (1865. március 16.) református lelkész, egyházi író.
- Itt született Farcádi Sándor (1889–1952) költő, újságíró.

A farcádi családi sírkertben helyezték végső nyugalomra a 99 évet élt vitéz Vajda Lajost, aki az egykori Magyar Királyi Testőrség Székely Szakaszának utolsó élő tagja volt. (Forrás: Székelyhon.ro